# Amadeiroplein

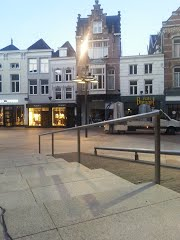
Gezien vanaf de Grote Kerk

Het Amadeiroplein of Kerkplein is een plein in de binnenstad van 's-Hertogenbosch, Noord-Brabant. Het plein ligt voor de hervormde kerk in de stad, de Grote Kerk, en is feitelijk ook het terrein van die kerk. De Kerkstraat loopt langs dit plein. Daarom wordt het plein ook wel het Kerkplein genoemd. Het plein is vernoemd naar Prins Amadeiro, de prins van de stad tijdens carnaval.
Het plein heeft geen postcode, omdat er geen adressen aan dit plein zijn gevestigd. De winkels aan dit plein hebben het adres aan de Kerkstraat.
Het Kerkplein is ook al decennialang een bekende en geliefde hangplek in 's-Hertogenbosch en omstreken. De kerktrappen lenen zich er dan ook prima voor om rustig in de zon te zitten, beschut voor de wind.